# 秀朗
秀朗，是台灣新北市永和區、中和區交界處東段的一個地名，範圍包括永和區的東南部及中和區東部的「秀山地區」。秀朗之名源自雷朗族秀朗社，其活動範圍原為現今秀朗地區，後南遷至新店溪上游西岸之挖仔庄（新店區安坑柴埕里）。

## 歷史
1642年間，由荷蘭人所編製的戶口表，已有Chiron，即秀朗社之記載。台灣清治末期至日治時代前期，秀朗為一街庄，稱為「秀朗庄」，隸屬於擺接堡。秀朗庄北與龜崙蘭溪洲庄為鄰，西與潭墘庄為鄰，西南邊為南勢角庄，南邊為安坑庄、大坪林庄，東邊及東北邊大致以新店溪與萬盛庄、林口庄為界。相較於今日行政區，其範圍大致包括永和區協和里東部、大新里、光明里西南半部、店街里、福和里、永貞里、永福里不含東北端、河濱里不含最北端、秀和里、得和里西北端及東北部邊界地帶、永元里、秀林里、秀朗里、秀成里、秀元里、秀得里、民樂里、民治里東部邊界地帶、民族里、民權里、民生里、民富里、民本里，中和區秀明里、秀仁里、秀水里、秀山里、秀福里、秀成里、秀義里、秀士里、秀峰里、秀景里不含東部邊界地帶及最南端、景南里東北部邊界地帶等地。
1920年（日治大正九年），改制為「秀朗」大字，隸屬於台北州海山郡中和庄。當時秀朗大字下設有「尖山腳」、「下秀朗」、「虎吼口」小字名。
1945年國民政府接管台灣後，中和庄改制為中和鄉，隸屬於臺北縣海山區，尖山腳劃為「秀山村」，下秀朗一部分劃為「秀朗村」，一部分與潭墘之一部份合劃為「店街村」。1958年中和、永和分治時，秀朗、潭墘兩村各鄰長對於如何歸屬意見不一致，遂進行分割，兩村北部歸永和鎮、南部歸中和鄉。其後永和鎮、中和鄉人口增加快速，先後改制為市，村亦改制為里。至2016年6月，廣義的秀朗地區已細分為29個里，包括永和區的19個里及中和區「秀安地區」東側秀字頭的10個里。

## 交通

### 捷運
台北捷運環狀線穿越秀朗地區南部，設有秀朗橋站、景平站；中和新蘆線穿越秀朗地區西北端，雖未設站，但頂溪站（位於龜蘭地區）、永安市場站（位於潭墘地區）、南勢角站（位於南勢角地區）三個站距離秀朗地區皆不遠。秀朗地區居民可由此路線及相關路網快速前往大台北地區各地，或至台北車站轉搭高鐵、台鐵或客運前往全台各地。

### 道路
市道111號穿越秀朗地區西北端，是南北向重要聯外道路，往北經中正橋可前往台北市中心，往南經中和區可前往新店區的安坑。省道台64線及縣道106號穿越秀朗地區南部，是東西向重要聯外道路，往東經秀朗橋可前往新店區、文山區、深坑、平溪及瑞芳等地，往西經中和區可前往板橋、新莊、泰山、林口等地。

## 學校
今日秀朗地區範圍由北至南有育才國小、永和國中、福和國中、秀朗國小、秀山國小及景新國小等國中小學，其中前四所位於今永和區境內，後兩所位於今中和區境內。

## 信仰祭典
每年由秀朗秀和宮主辦3/23迎媽祖繞境。
附近秀朗福德宮為秀朗地區居民信奉土地公，此廟經常回饋鄉里舉辦免費的法律諮詢。